# Sclerocactus johnsonii
Sclerocactus johnsonii är en kaktusväxtart som först beskrevs av Charles Christopher Parry och Georg George Engelmann, och fick sitt nu gällande namn av Nigel Paul Taylor. Sclerocactus johnsonii ingår i släktet Sclerocactus och familjen kaktusväxter. Inga underarter finns listade i Catalogue of Life.

## Bildgalleri

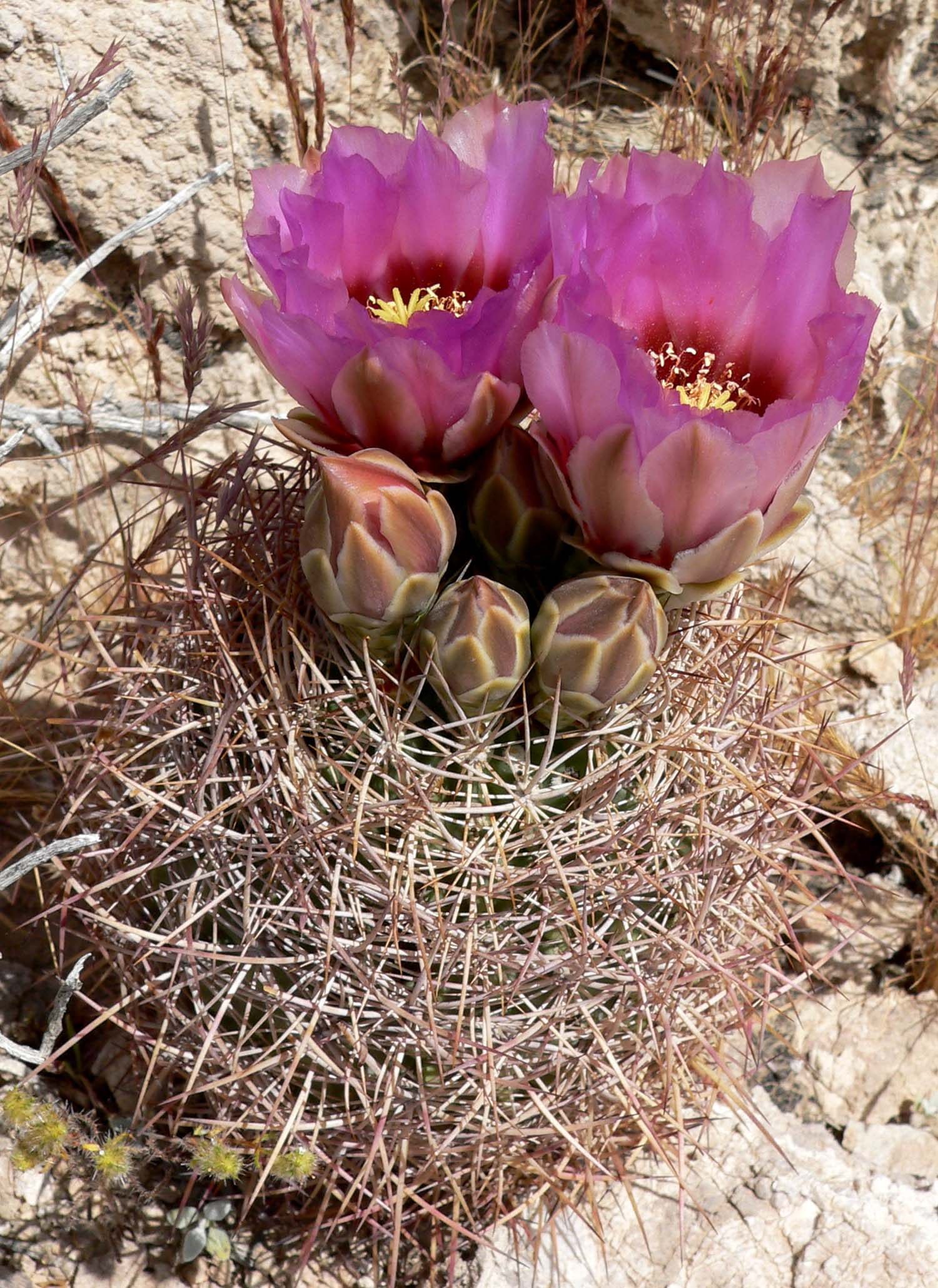
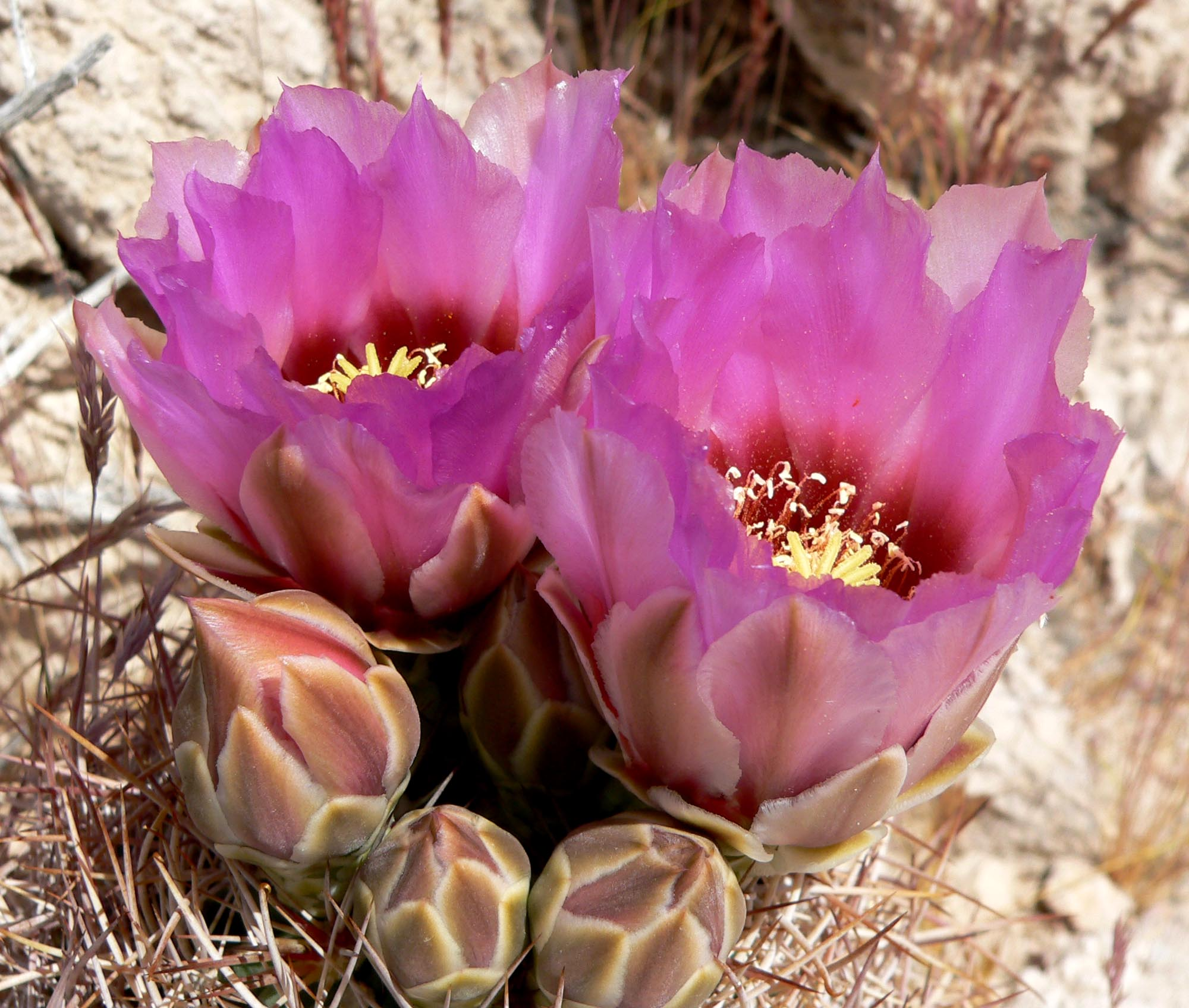
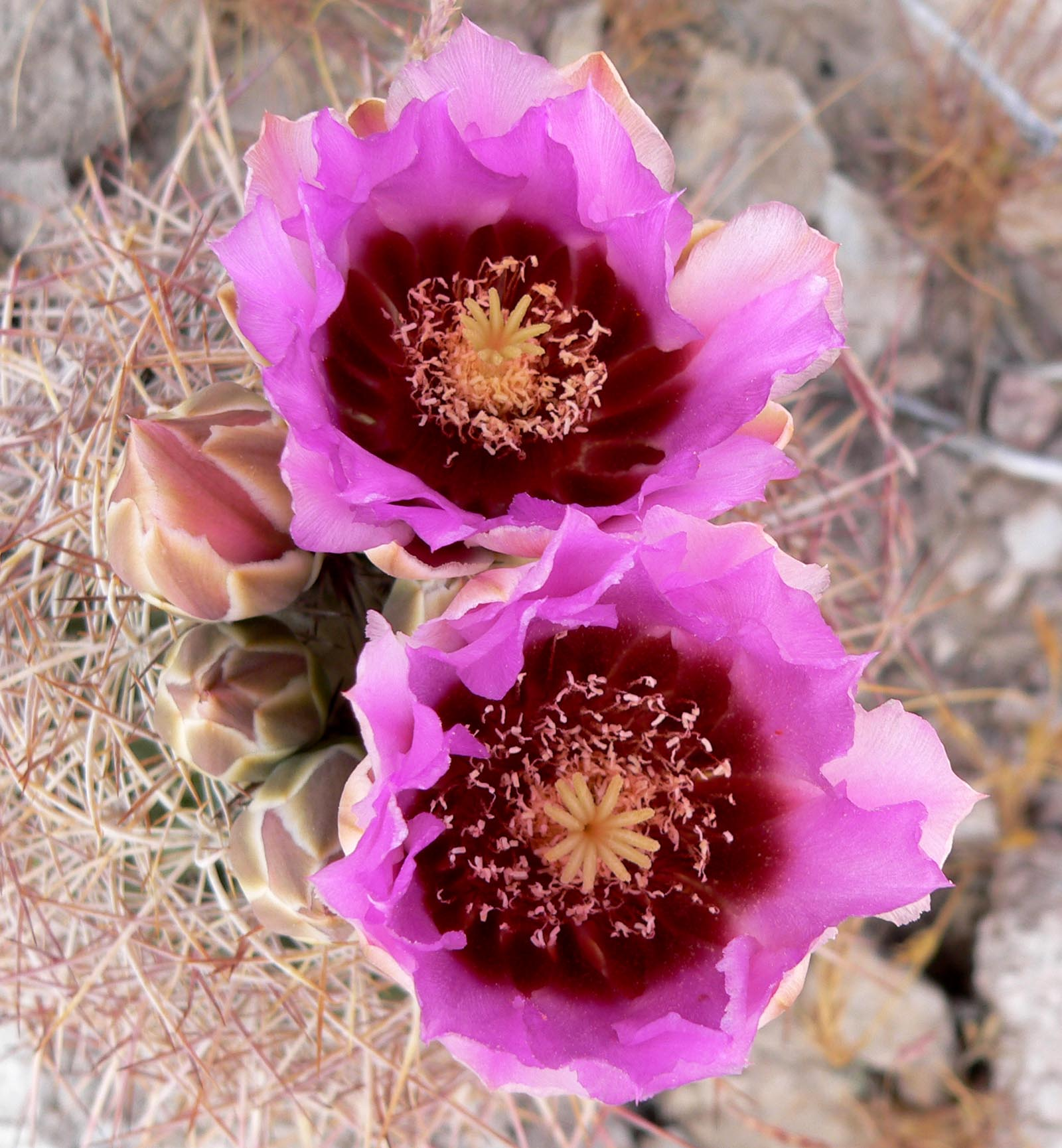
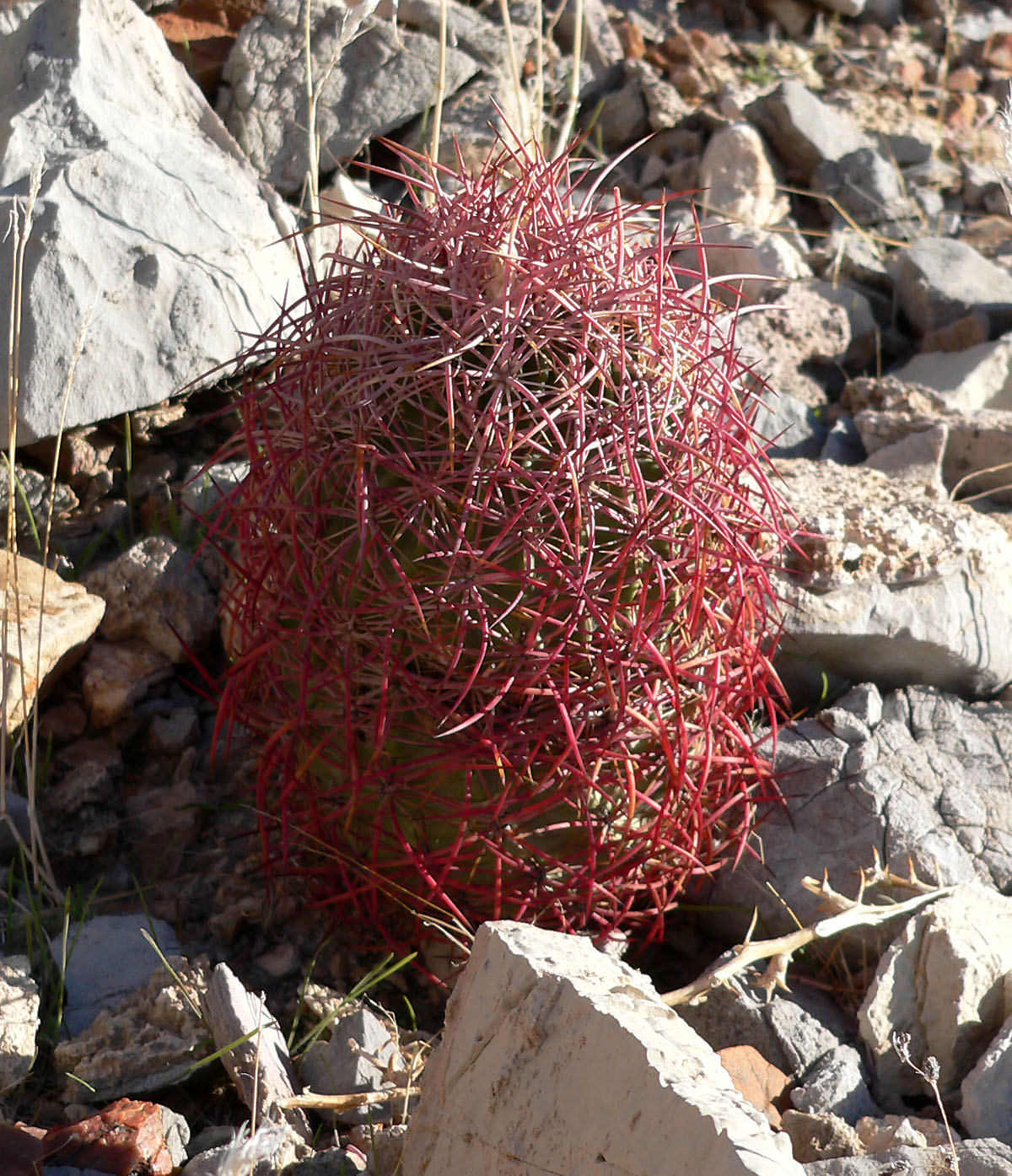
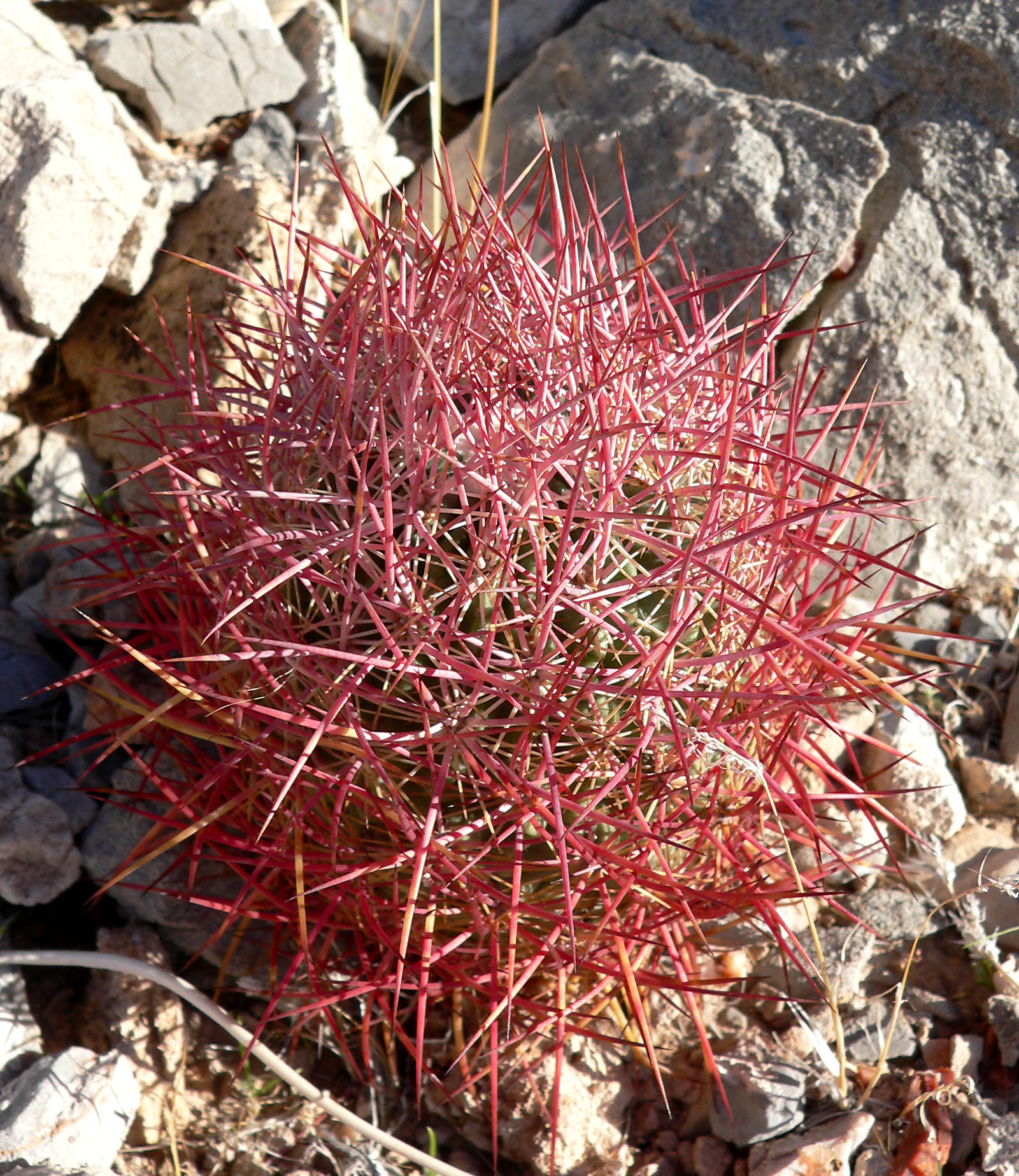
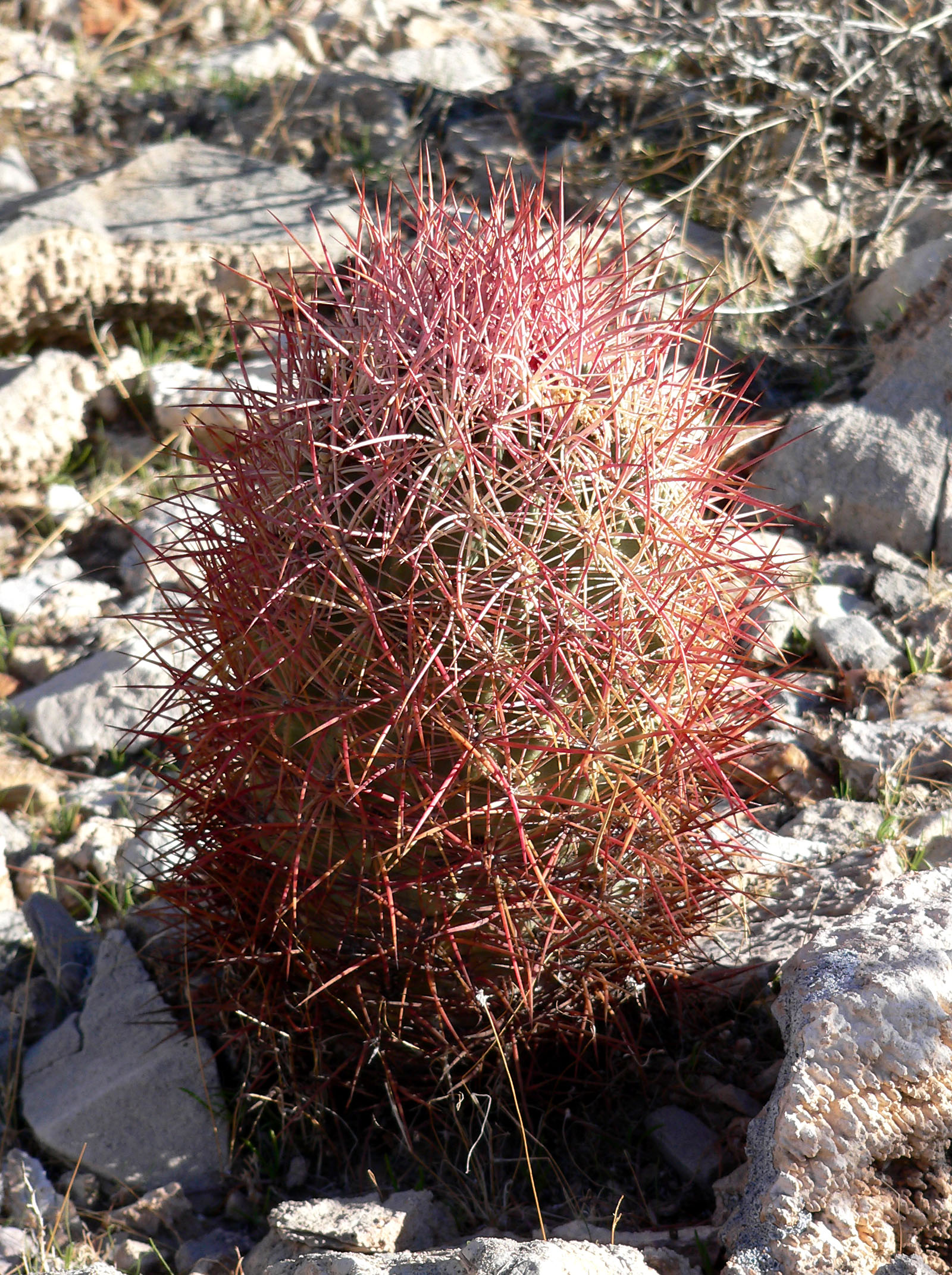